# Hikari Nakade
Hikari Nakade (中出 ひかり, 6 de desembre de 1988) és una futbolista japonesa. Va debutar amb la selecció del Japó el 2013. Va disputar un partit amb la selecció del Japó.

## Estadístiques
| Selecció del Japó | Selecció del Japó | Selecció del Japó |
| Anys              | Partits           | Gols              |
| ----------------- | ----------------- | ----------------- |
| 2013              | 1                 | 0                 |
| Total             | 1                 | 0                 |